# Il'ja Koševoj
Il'ja Jaŭhenavič Kašavoj (in bielorusso Ілья Яўгенавіч Кашавой?, angl. Ilia Koshevoy; Minsk, 20 marzo 1991) è un ex ciclista su strada e pistard bielorusso, professionista dal 2015 al 2018.

## Palmarès

### Strada
- 2013 (Big Hunter-Seanese, due vittorie)

Gran Premio della Liberazione
Cronoscalata Coli Sella dei Generali (cronometro)
- 2014 (G.S. Podenzano, sei vittorie)

Coppa Penna
Coppa Martiri Lunatesi
Cronoscalata Gardone Val Trompia-Prati di Caregno (cronometro)
2ª tappa Giro delle Valli Cuneesi (Fossano > Santuario di Sant'Anna di Vinadio)
Gran Premio Chianti Colline d'Elsa
Coppa 29 Martiri di Figline di Prato
- 2015 (Lampre-Merida, una vittoria)

7ª tappa Tour of Qinghai Lake (Guide > Xunhua)

### Pista
- 2011

Campionati bielorussi, Inseguimento a squadre (assieme a Pavel Ragel, Sjarhej Sakavec e Dzmitryj Suravec)
- 2012

Campionati bielorussi, Corsa a punti

## Piazzamenti

### Grandi Giri
- Giro d'Italia

2016: 97º
2017: 155º
- Vuelta a España

2015: 144º
2016: 151º

### Classiche monumento
- Giro di Lombardia

2015: 87º
2017: 56º
2018: 93º

### Competizioni mondiali
- Campionati del mondo

Limburgo 2012 - In linea Under-23: 28º
Innsbruck 2018 - In linea Elite: ritirato